# Biofortifikation

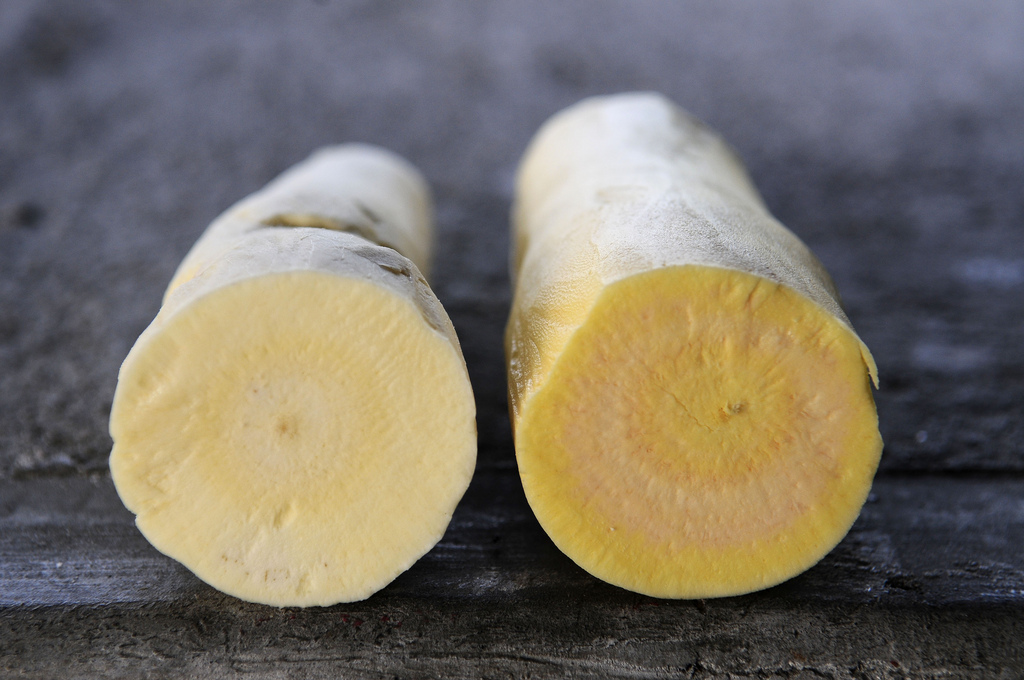
Maniok mit erhöhtem Betacarotin-Gehalt (rechts)

Biofortifikation ist die Anreicherung des Nährstoffgehalts von Nahrungsmitteln durch Pflanzenzucht. Wichtige Ziele sind die Erhöhung des Gehalts an Mineralstoffen (Eisen, Zink und Calcium), essentiellen Fettsäuren, essentiellen Aminosäuren, Vitaminen (Vitamin A, Vitamin B9 und Vitamin E), Lycopenen,  Antioxidantien und Anthocyanen. Die Biofortifikation kann mit klassischen Züchtungsmethoden oder mit Grüner Gentechnik erreicht werden.
2016 wurde der Welternährungspreis an drei Mitarbeiter des Centro Internacional de la Papa sowie den Gründer von HarvestPlus am International Food Policy Research Institute verliehen, die durch Biofortifikation mit Beta-Carotin, Zink oder Eisen angereicherte Gemüse oder Getreide gezüchtet bzw. auf den Markt gebracht haben.